# William A. Seiter
William A. Seiter, född 10 juni 1890 i New York, död 26 juli 1964 i Beverly Hills, Kalifornien, var en amerikansk filmregissör. Seiter kom in vid filmen på 1910-talet och regisserade sin första film 1915. William A. Seiter hann under sin långa karriär arbeta med majoriteten av de kända skådespelarna i Hollywood. Han regisserade bland andra Helan och Halvan, Bröderna Marx, Shirley Temple, Fred Astaire, Ginger Rogers, Rita Hayworth, Jean Arthur och John Wayne. Han stod även för regin till flera av Deanna Durbins filmer. Han regisserade långt över 130 filmer under åren 1915–1954. Under sina sista yrkesverksamma år under sent 1950-tal gick han istället över till television.
William A. Seiter har en stjärna på Hollywood Walk of Fame vid adress 6240 Hollywood Blvd.

## Filmografi i urval

### Regi
- 1929 – Jazzdrottningen
- 1933 – Följ med oss till Honolulu
- 1934 – Den rikaste flickan i världen
- 1935 – Vägen till hans hjärta
- 1935 – Mitt hjärta vart tog det vägen
- 1936 – Jag släpper dig ej
- 1936 – Min farfar och jag
- 1936 – På de anklagades bänk
- 1936 – Ching Ching
- 1937 – Mannen hon älskade
- 1938 – Panik på hotellet
- 1938 – Miljonär sökes
- 1940 – Tänk om jag gifter mig med chefen!
- 1940 – En 7-sjungande flicka
- 1941 – Härligt men farligt
- 1942 – Bröllop i Buenos Aires
- 1943 – En natt med en cowboy
- 1945 – Susans kärleksaffärer
- 1945 – Kärlek på det hala
- 1946 – Lev livet livat!
- 1947 – Du och ingen annan
- 1948 – Up in Central Park
- 1948 – Gäckande Venus
- 1954 – Du stal mitt liv